# Nicole Malliotakis
Nicole R. Malliotakis (11 de novembro de 1980) é uma política americana que atua como representante dos EUA no 11º distrito congressional de Nova York desde 2021. Seu eleitorado abrange Staten Island e o sul do Brooklyn.
Malliotakis é a único republicana que representa uma parte significativa da cidade de Nova York no Congresso e a única mulher republicana eleita na cidade de Nova York. Em 2020, ela derrotou o incumbente Max Rose. Ela foi nomeada republicana para prefeito da cidade de Nova York na eleição de 2017, que perdeu para o atual Bill de Blasio.
Infância e educação
Malliotakis nasceu em 11 de novembro de 1980, no bairro de Manhattan, na cidade de Nova York. Ela se mudou para Staten Island quando tinha dois anos e cresceu em Great Kills, filha de pais imigrantes; seu pai é grego e sua mãe cubana, partindo em 1959 após a ascensão de Fidel Castro. Ela foi criada na fé ortodoxa grega.
Malliotakis estudou na New Dorp High School em Staten Island, e durante seu último ano foi eleita presidente da classe. Ela recebeu um B.A. em comunicação pela Seton Hall University e mestre em administração de empresas (MBA) pela Wagner College.